# Ayot St Lawrence
Ayot Saint Lawrence is een civil parish in het bestuurlijke gebied Welwyn Hatfield, in het Engelse graafschap Hertfordshire, tussen Harpenden en Welwyn. Er liggen een aantal andere Ayots in de omgeving, waaronder Ayot Green and Ayot St Peter.
George Bernard Shaw woonde in het dorp van 1906 tot aan zijn dood in 1950. 

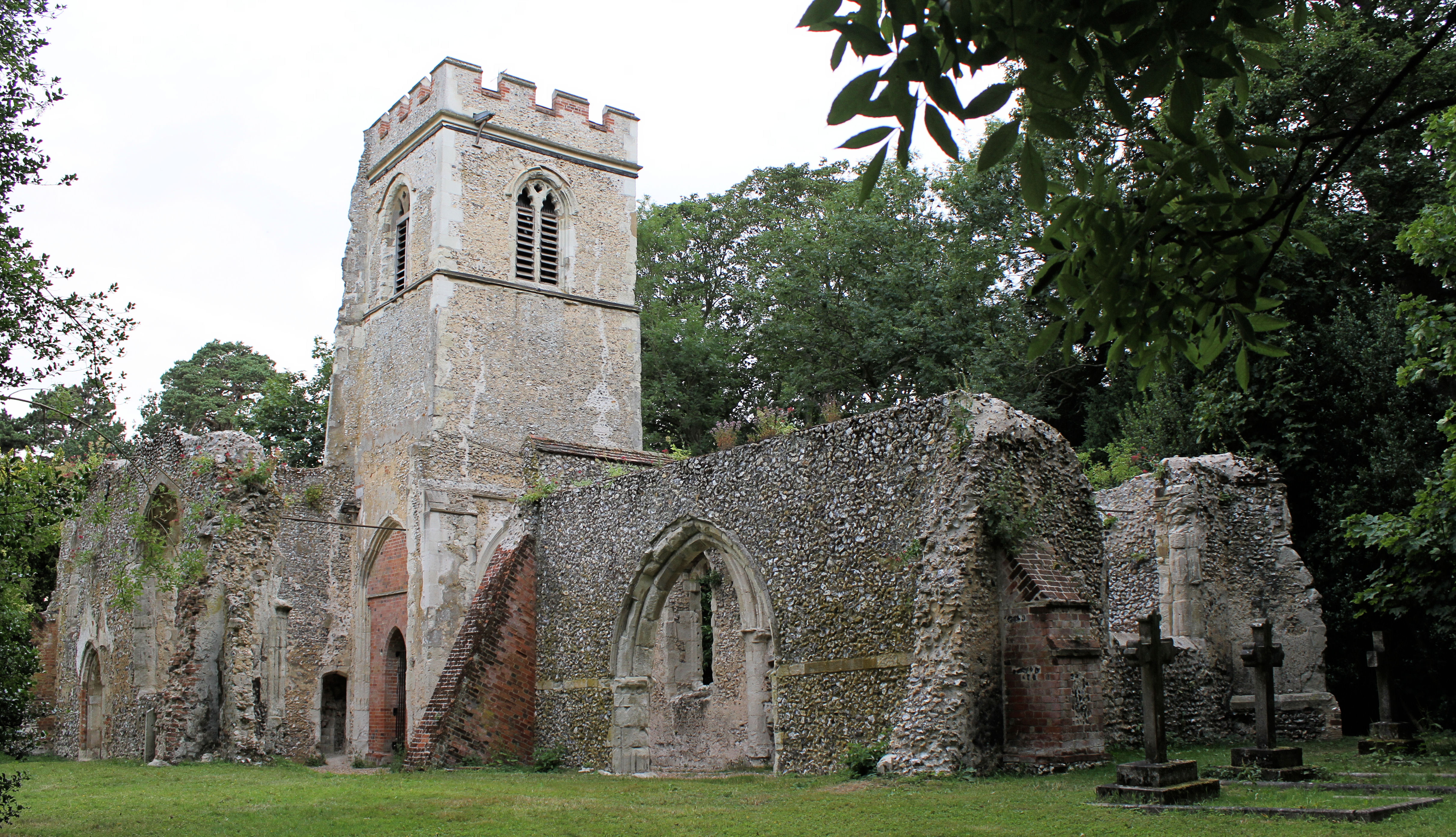
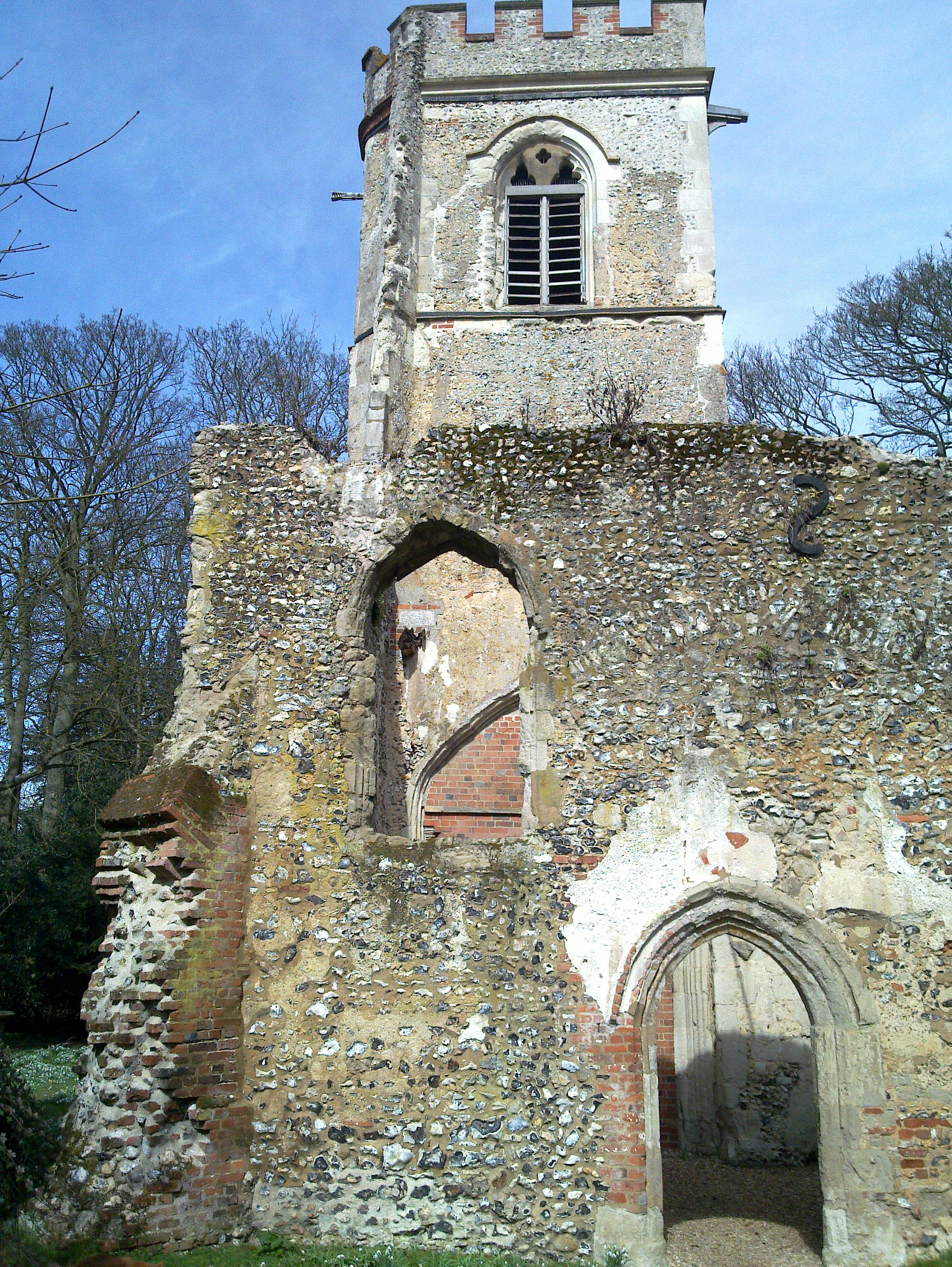
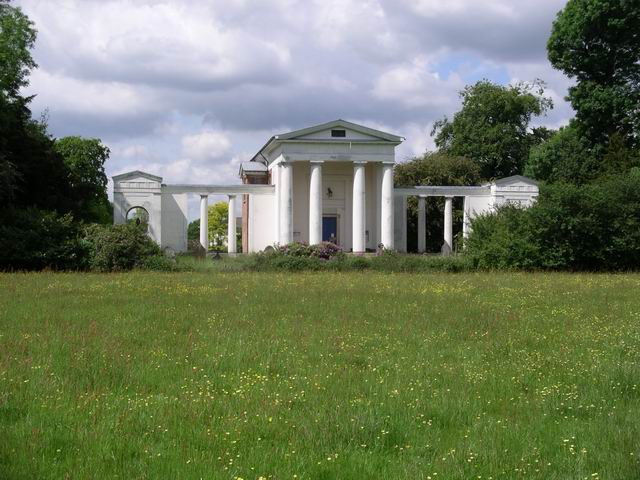
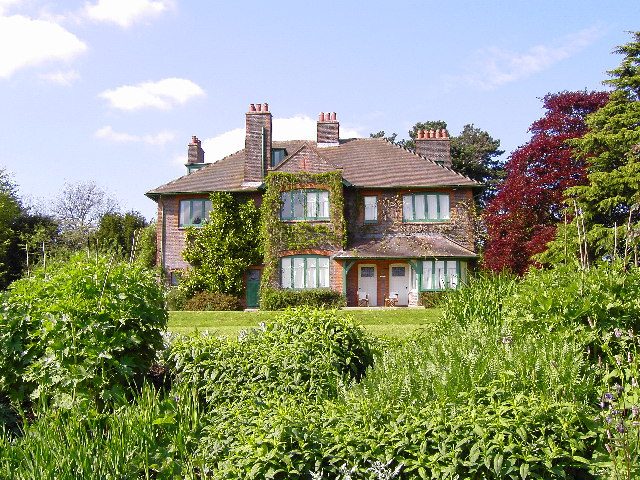